# Free4Style
Free4Style, anciennement Esta.Wake, est un festival suisse de freestyle fondé en 1993 à Estavayer-le-Lac dans le canton de Fribourg,. L'événement attire environ 20 000 spectateurs sur une durée de trois jours et réunit quatre disciplines sportives et artistiques : le FMX (motocross freestyle), la motomarine, le Wakeboard ainsi que le DJing.